# Yoğunoluk, İkizce
Yoğunoluk là một xã thuộc huyện İkizce, tỉnh Ordu, Thổ Nhĩ Kỳ. Dân số thời điểm năm 2010 là 4.655 người.